# Municipio de Troyan
El municipio de Troyan (búlgaro: Община Троян) es un municipio búlgaro perteneciente a la provincia de Lovech.
En 2011 tiene 32 399 habitantes, el 85,08% búlgaros, el 2,65% turcos y el 1,03% gitanos. La capital es Troyan, donde viven dos tercios de la población municipal.
Se ubica en el sureste de la provincia. El sur del término municipal forma parte del parque nacional de los Balcanes Centrales.

## Localidades
| Localidad         | Cirílico       | Población (diciembre de 2009) |
| ----------------- | -------------- | ----------------------------- |
| Troyan            | Троян          | 21 997                        |
| Balabansko        | Балабанско     | 174                           |
| Balkanets         | Балканец       | 242                           |
| Beli Osam         | Бели Осъм      | 710                           |
| Belish            | Белиш          | 203                           |
| Borima            | Борима         | 897                           |
| Cherni Osam       | Черни Осъм     | 873                           |
| Chiflik           | Чифлик         | 324                           |
| Debnevo           | Дебнево        | 764                           |
| Dobrodan          | Добродан       | 348                           |
| Dalbok Dol        | Дълбок дол     | 365                           |
| Golyama Zhelyazna | Голяма Желязна | 654                           |
| Gorno Trape       | Горно Трапе    | 207                           |
| Gumoshtnik        | Гумощник       | 145                           |
| Kaleytsa          | Калейца        | 653                           |
| Lomets            | Ломец          | 291                           |
| Oreshak           | Орешак         | 2246                          |
| Patreshko         | Патрешко       | 83                            |
| Staro Selo        | Старо село     | 233                           |
| Shipkovo          | Шипково        | 820                           |
| Terziysko         | Терзийско      | 386                           |
| Vrabevo           | Врабево        | 876                           |
| Total             |                | 33 827                        |